# Душа команди
«Душа команди» (ісп. Llenos de gracia, дослівний переклад Повна благодаті) — іспанський фільм 2022 року режисера Роберто Буесо. Серед акторів Кармен Мачі, Паула Усеро та Пабло Чіапелла.

## Сюжет
Сюжет розгортається в 1994 році на тлі Чемпіонату світу з футболу 1994 року. Головний персонаж — черниця Марина, що приїжджає до притулку, який скоро має закритися (El Parral), й допомагає створити дитячу футбольну команду.
Попри те, що діти зустрічають Марину всілякими витівками, вона поступово не лише допомагає їм створити свою футбольну команду, а стає для них справжньою родиною, якої вони ніколи не мали.

## Акторський склад
- Кармен Мачі — сестра Марина[1]
- Паула Усеро — сестра Анджеліна[1]
- Аніс Дорофтей — сестра Тетяна
- Пабло Кьяпелла — Рафа[1]
- Маноло Соло — вікарій
- Нурія Гонсалес — настоятелька[1]
- Дайрон Таллон — Вальдо
- Адріан Лопес — Себас
- Пау Маркес — Бічі
- Адріан Марін — Рашид
- Дієго Нейра — Хасон
- Дієго Муньос — Томас
- Дивайн Огбебор — Ебауе
- Віктор Понс — Дмитро
- Алекс Бокісо — Волтер
- Рубен Понс — Іван

## Виробництво
Сценарій написали Роберто Буесо та Оскар Діас Круз. Фільм є результатом співпраці Misent Producciones, Mod Producciones і The Nun Producciones AIE за участю RTVE, Movistar Plus+ та À Punt Mèdia, фінансування ICAA та Arcano Financiación Audiovisual та підтримка Institut Valencià de Cultura. Знімання відбувалося в регіоні Валенсія, включаючи Каркайсент, Бурхассот, Сан-Антоніо де Бенагебер, Кеса, Патерна, Л'Еліана та Гандія.

## Прем'єра
«Душа команди» було обрано для показу поза конкурсом як фільм закриття 25-го кінофестивалю в Малазі 27 березня 2022 року Розповсюджений компанією Paramount, фільм вийшов у прокат в Іспанії 24 червня 2022 року.
Його також показали на 52-му кінофестивалі Giffoni у липні 2022 року. Потоковий сервіс ViX+ отримав права на потоковий випуск у серпні 2022 року
Фільм вийшов у прокат в Україні 14 вересня 2023 року.

## Відгуки
Джонатан Голланд із ScreenDaily вважає цю історію «самим визначенням доброї, старомодної розваги», також показуючи центральну роль у виконанні Мачі, яку «приємно дивитися», підкреслюючи, що «попри деякі абсурдності сюжету, сценарій старанно береже емоційну правду».
Карлос Мараньон з Cinemanía дав 3½ із 5 зірок, враховуючи, що фільм («такий добрий, як і смішний») супроводжується «дивовижним» кастингом молоді, які дебютують перед камерою.
Беатріс Мартінес з El Periódico de Catalunya дала 3 із 5 зірок, враховуючи, що фільму (з хорошим режисером й акторським складом, а також елементом ностальгії) вдається мати «правильну дозу духу вдосконалення, добрих намірів та трохи надії на людей, яка з огляду на обставини нам потрібна».

## Нагороди
| Рік  | Нагорода (або фестиваль) | Категорія                                  | Отримувач            | Результат |
| ---- | ------------------------ | ------------------------------------------ | -------------------- | --------- |
| 2022 | Кінофестиваль Джіффоні   | Найкращий повнометражний фільм             | «Душа команди»       | Перемога  |
| 2022 | Премія Берланга          | Найкращий фільм                            | «Душа команди»       | Номінація |
| 2022 | Премія Берланга          | Найкращий режисер                          | Роберто Буесо        | Номінація |
| 2022 | Премія Берланга          | Найкращий сценарій                         | Роберто Буесо        | Номінація |
| 2022 | Премія Берланга          | Найкраща операторська робота та освітлення | Віктор Ентреканалес  | Номінація |
| 2022 | Премія Берланга          | Найкраща оригінальна музика                | Вісенте Ортіс Гімено | Номінація |
| 2022 | Премія Берланга          | Найкраща актриса другого плану             | Паула Усеро          | Номінація |
| 2022 | Премія Берланга          | Найкращий виробничий нагляд                | Лорена Люх           | Перемога  |
| 2022 | Премія Берланга          | Найкращий дизайн костюмів                  | Джованна Рібес       | Перемога  |
| 2023 | Чілдрен Кінофест         | Найкращий фільм                            | «Душа команди»       | Перемога  |